# El Tiemblo
El Tiemblo – gmina w Hiszpanii, w prowincji Ávila, w Kastylii i León, o powierzchni 75,59 km². W 2011 roku gmina liczyła 4461 mieszkańców.